# Засєєв Азамат В'ячеславович
Азамат В'ячеславович Засєєв (рос. Азама́т Вячесла́вович Засе́ев, нар. 23 квітня 1988, Орджонікідзе, СРСР) — російський футболіст, опорний півзахисник клубу «Аланія».

## Ігрова кар'єра
Азамат Засєєв народився є вихованцем футбольної академії клубу «Аланія», де він починав грати у молодіжній команді. Пізніше футболіст продовжив виступи у дублі «Крила Рад». У 2010 році футболіст виступав у клубі Другого дивізіоні ФАЮР з міста Беслан. 
Сезон 2011/12 Засєєв почав вже як гравець клубу «Уфа». З яким починав у Другій лізі чемпіонату Росії, за три сезони вийшов до Прем'єр-ліги, а в сезоні 2018/19 брав участь у матчах Ліги Європи. Першу гру у вищому дивізіоні Засєєв провів у серпні 2014 року. У березні 2017 року у матчі на Кубок Росії Азамат Засєєв відзначився першим забитим голом у складі «Уфи».
1 серпня 2019 року Азамат Засєєв розірвав контракт з «Уфою» за згодою сторін і повернувся до свого рідного клубу - «Аланії». З яким продовжив виступи у Першій лізі чемпіонату Росії.